# Viktor Sigrist
Viktor Bernhard Sigrist (* 27. Mai 1960 in Olten, Schweiz) ist ein Schweizer Professor für Massivbau und seit März 2015 Direktor der Hochschule Luzern – Technik und Architektur.

## Wirken
Sigrist studierte bis 1988 an der ETH Zürich Bauingenieurwesen auf Diplom, seine Diplomarbeit wurde mit der Silbermedaille der Hochschule ausgezeichnet. 1995 promovierte er bei Peter Marti am Institut für Baustatik und Konstruktion zum „Verformungsvermögen von Stahlbetonträgern“.
Im Oktober 2002 nahm Sigrist einen Ruf an die Technische Universität Hamburg-Harburg (TUHH) an und wurde Leiter des Instituts für Massivbau.
Sigrist betreute u. a. Projekte, die das Fach besonders erlebbar machten, wie Betonkanus und Holzbrückenentwurf im Rahmen von Vorlesungen. Er war von Oktober 2012 bis Februar 2015 Vizepräsident für Strukturentwicklung an der TUHH.
Sigrist ist seit März 2015 Direktor der Hochschule Luzern - Technik und Architektur.

## Sonstiges
Sigrist ist engagiertes Mitglied der Kunstinitiative der TUHH und ist darin verantwortlich für das Graduiertenkolleg Kunst und Technik. Im Spätsommer 2012 unterstützte Sigrist die Ausstellung des Kunstwerks Horizon Field des britischen Künstlers Antony Gormley in den Deichtorhallen: Sigrist lieferte die Berechnungen der Statik und gab Führungen zum Kunstwerk.
Sigrist ist verheiratet und lebt in Luzern.